# قرار مجلس الأمن التابع للأمم المتحدة رقم 1241
قرار مجلس الأمن التابع للأمم المتحدة رقم 1241، المتخذ بالإجماع في 19 أيار / مايو 1999، بعد الإشارة إلى رسالة موجهة إلى رئيس مجلس الأمن من رئيس المحكمة الجنائية الدولية لرواندا، أيد المجلس توصية الأمين العام كوفي عنان أن القاضي لينارت أسبغرين يكمل قضيتي جورج روتاغاندا وألفريد موسيما اللتين بدأتا قبل انتهاء فترة ولايته.
وكان من المقرر الانتهاء من هاتين القضيتين بحلول 31 كانون الثاني / يناير 2000. كان من المقرر أن تنتهي ولاية أسبغرين في 24 أيار / مايو 1999 بينما كانت القضيتان لا تزالان قيد النظر في الدائرة الأولى للمحكمة الجنائية الدولية لرواندا.

## روابط خارجية
- نص القرار في undocs.org